# Scrapter pallidipennis
Scrapter pallidipennis là một loài Hymenoptera trong họ Colletidae. Loài này được Cockerell mô tả khoa học năm 1920.